# Odigo
Odigo Messenger (ранее Bravenet Messenger) — ныне закрытый сервис обмена мгновенными сообщениями, существовавший в 1998-2007 годах.

## Особенности
Его отличительной особенностью была возможность общения с людьми, одновременно с вами находящимися на данном сайте Интернета. Например, находясь на сайте Википедии, можно было включить «радар» и увидеть на нём всех людей, просматривающих его, и обсудить его с ними в реальном времени, а также прочитать комментарии ушедших визитёров. Таким образом получался некий аналог гостевой книги, не зависящий от владельца сайта.
Также, нововведением того времени стала возможность выставить своё настроение, выбрать своего характерного героя из библиотеки героев. Официально был выпущен клиент с русским интерфейсом. В 2001 году Odigo Messenger позволял пользователям использовать сервис для общения с пользователями других сетей обмена мгновенными сообщениями (Yahoo!, ICQ и AOL Instant Messenger), но в начале 2005 года эта возможность была отключена по юридическим причинам.
Впервые сервис стал доступен в 1998 году и, пока он был объединён с интернет-провайдером, он назывался Bravenet Messenger. Несмотря на то, что он был создан Odigo, Inc., сервис предоставлялся Comverse, которая надеялась использовать его для внедрения инноваций и продвижения своей продукции для беспроводной связи.

## Этимология
Слово «Odigo» происходит от греч. οδηγώ, что означает «Я направляю/веду/управляю/руковожу».

## Закрытие проекта
Весной 2007 года сервер Odigo вышел из строя, а зимой того же года проект официально признан закрытым. В настоящее время доменное имя официального сайта Odigo выставлено на продажу.